# 2016-os magyar vívóbajnokság
A 2016-os magyar vívóbajnokság a száztizenegyedik magyar bajnokság volt. A bajnokságot november 25. és 26. között rendezték meg Budapesten, a Gerevich Aladár Nemzeti Sportcsarnokban.

## Eredmények
| Versenyszám          | Arany                      | Arany | Ezüst                        | Ezüst | Bronz                                               | Bronz |
| -------------------- | -------------------------- | ----- | ---------------------------- | ----- | --------------------------------------------------- | ----- |
| Férfi tőrvívás       | Szabados Kristóf Építők SC |       | Gátai Róbert Budakalászi VSE |       | Hári Máté Terézvárosi DVEMátyás Bálint Törekvés SE  |       |
| Férfi párbajtőrvívás | Siklósi Gergely Balaton VK |       | Somfai Péter Bp. Honvéd      |       | Bányai Zsombor Vasas SCPeterdi András PTE-Pécsi EAC |       |
| Férfi kardvívás      | Szatmári András Vasas SC   |       | Decsi Tamás Kertvárosi VSE   |       | Iliász Nikolász Vasas SCGémesi Csanád Gödöllői EAC  |       |
| Női tőrvívás         | Mohamed Aida Újpesti TE    |       | Kreiss Fanni Újpesti TE      |       | Mesteri Viktória Újpesti TEKnapek Edina Bp. Honvéd  |       |
| Női párbajtőrvívás   | Szász Emese Vasas SC       |       | Gnám Tamara Tatabányai SC    |       | Kun Anna OMS-Tata VSEMihály Kata Debreceni Honvéd   |       |
| Női kardvívás        | Márton Anna MTK            |       | Kern Bianka Kertvárosi VSE   |       | Pusztai Liza BVSCBérczy Dorottya BVSC               |       |